# Liste von Vulkanen in den Vereinigten Staaten
Dies ist eine Liste von Vulkanen in den USA, die während des Quartärs mindestens einmal aktiv waren.

## Alaska
| Bild | Name                        | Insel/Halbinsel                   | Inselgruppe                        | Vulkantyp      | Letzte Eruption           | Höhe [m] | Geokoordinaten                |
| ---- | --------------------------- | --------------------------------- | ---------------------------------- | -------------- | ------------------------- | -------- | ----------------------------- |
|      | Mount Adagdak               | Adak Island                       | Andreanof Islands, Aleuten         | Schichtvulkan  | 0,21 ± 0,05 Ma BP         | 610      | 51° 59′ 16″ N, 176° 35′ 30″ W |
|      | Mount Akutan                | Akutan Island                     | Fox Islands, Aleuten               | Schichtvulkan  | 1992                      | 1303     | 54° 08′ 04″ N, 165° 59′ 10″ W |
|      | Mount Amak                  | Amak Island                       | Fox Islands, Aleuten               | Schichtvulkan  | 1796                      | 488      | 55° 25′ 26″ N, 163° 08′ 57″ W |
|      | Mount Amukta                | Amukta Island                     | Islands of Four Mountains, Aleuten | Schichtvulkan  | 1997                      | 1066     | 52° 30′ 00″ N, 171° 15′ 08″ W |
|      | Mount Aniakchak             | Alaska-Halbinsel                  |                                    | Caldera        | 1931                      | 1341     | 56° 53′ 00″ N, 158° 10′ 00″ W |
|      | Mount St. Augustine         | Augustine Island                  |                                    | Lavadome       | 2006                      | 1252     | 59° 21′ 48″ N, 153° 26′ 00″ W |
|      | Behm Canal-Rudyerd Bay      | Revillagigedo Island              | Alexanderarchipel                  | Vulkanfeld     | unbekannt                 | 500      | 55° 19′ 00″ N, 131° 03′ 00″ W |
|      | Black Peak                  | Alaska-Halbinsel                  |                                    | Schichtvulkan  | 1900 v. Chr. ± 150 Jahre  | 1032     | 56° 33′ 09″ N, 158° 47′ 05″ W |
|      |                             | Bobrof Island                     | Andreanof Islands, Aleuten         | Schichtvulkan  | unbekannt                 | 738      | 51° 54′ 36″ N, 177° 26′ 18″ W |
|      |                             | Bogoslof Island                   | Fox Islands, Aleuten               | Schichtvulkan  | 1992                      | 150      | 53° 56′ 00″ N, 168° 02′ 00″ W |
|      |                             | Buldir Island                     | Aleuten                            | Schichtvulkan  | unbekannt                 | 656      | 52° 21′ 00″ N, 175° 54′ 38″ O |
|      | Buzzard Creek               |                                   |                                    | Tuffringe      | ca. 1050 v. Chr.          | 830      | 64° 04′ 00″ N, 148° 25′ 00″ W |
|      | Capital Mountain            |                                   |                                    | Schildvulkan   | 0,9 Ma BP                 | 2356     | 62° 25′ 26″ N, 144° 06′ 46″ W |
|      | Mount Carlisle              | Carlisle Island                   | Islands of Four Mountains, Aleuten | Schichtvulkan  | 1828                      | 1620     | 52° 53′ 38″ N, 170° 03′ 15″ W |
|      | Chagulak                    | Chagulak Island                   | Islands of Four Mountains, Aleuten | Schichtvulkan  | unbekannt                 | 1142     | 52° 34′ 36″ N, 171° 08′ 00″ W |
|      | Mount Chiginagak            | Alaska-Halbinsel                  |                                    | Schichtvulkan  | 1998                      | 2221     | 57° 08′ 06″ N, 156° 59′ 24″ W |
|      | Mount Churchill             |                                   |                                    | Schichtvulkan  | 800 n. Chr. ± 100 Jahre   | 4766     | 61° 25′ 07″ N, 141° 42′ 55″ W |
|      | Mount Cleveland             | Chuginadak Island                 | Islands of Four Mountains, Aleuten | Schichtvulkan  | 2010                      | 1730     | 52° 49′ 30″ N, 169° 56′ 38″ W |
|      | Mount Dana                  | Alaska-Halbinsel                  |                                    | Schichtvulkan  | ca. 1890 v. Chr.          | 1354     | 55° 38′ 28″ N, 161° 12′ 50″ W |
|      |                             | Davidof Island                    | Rat Islands, Aleuten               | Schichtvulkan  | unbekannt                 | 328      | 51° 58′ 00″ N, 178° 20′ 00″ O |
|      | Mount Denison               | Alaska-Halbinsel                  |                                    | Schichtvulkan  | unbekannt                 | 2287     | 58° 25′ 04″ N, 154° 26′ 57″ W |
|      | Devil’s Desk                | Alaska-Halbinsel                  |                                    | Schichtvulkan  | im Pleistozän             | 1951     | 58° 28′ 30″ N, 154° 17′ 59″ W |
|      | Double-Gletscher-Vulkan     |                                   |                                    | Schichtvulkan  | unbekannt                 | 1475     | 60° 42′ 58″ N, 152° 40′ 06″ W |
|      | Mount Douglas               | Alaska-Halbinsel                  |                                    | Schichtvulkan  | unbekannt                 | 2140     | 58° 51′ 19″ N, 153° 32′ 31″ W |
|      | Mount Drum                  |                                   |                                    | Schichtvulkan  | 0,24 Ma BP                | 3661     | 62° 06′ 57″ N, 144° 38′ 24″ W |
|      | Duncan Canal                |                                   |                                    | Vulkanfeld     | unbekannt                 | 15       | 56° 30′ 00″ N, 133° 06′ 00″ W |
|      | Mount Dutton                | Alaska-Halbinsel                  |                                    | Schichtvulkan  | unbekannt                 | 1506     | 55° 10′ 05″ N, 162° 16′ 18″ W |
|      | Mount Edgecumbe             | Kruzof Island                     | Alexanderarchipel                  | Schichtvulkan  | 2220 v. Chr. ± 100 Jahre  | 970      | 57° 03′ 00″ N, 135° 45′ 00″ W |
|      | Mount Emmons                | Alaska-Halbinsel                  |                                    | Schichtvulkan  | unbekannt                 | 1436     | 55° 20′ 26″ N, 162° 04′ 43″ W |
|      | Fisher-Caldera              | Unimak Island                     | Fox Islands, Aleuten               | Caldera        | 1830                      | 1112     | 54° 39′ 00″ N, 164° 26′ 00″ W |
|      | Fourpeaked Mountain         | Alaska-Halbinsel                  |                                    | Schichtvulkan  | 2006                      | 2105     | 58° 46′ 12″ N, 153° 40′ 20″ W |
|      | Frosty Peak                 | Alaska-Halbinsel                  |                                    | Schichtvulkane | unbekannt                 | 2012     | 55° 04′ 54″ N, 162° 48′ 50″ W |
|      |                             | Gareloi Island                    | Andreanof Islands, Aleuten         | Schichtvulkan  | 1989                      | 1573     | 51° 47′ 25″ N, 178° 47′ 38″ W |
|      | Mount Gordon                |                                   |                                    | Schlackenkegel | unbekannt                 | 2755     | 62° 08′ 00″ N, 143° 05′ 00″ W |
|      |                             | Great Sitkin Island               | Andreanof Islands, Aleuten         | Schichtvulkan  | 1974                      | 1740     | 52° 04′ 34″ N, 176° 07′ 48″ W |
|      | Mount Griggs                | Alaska-Halbinsel                  |                                    | Schichtvulkan  | 1790 v. Chr. ± 40 Jahre   | 2317     | 58° 21′ 14″ N, 155° 05′ 30″ W |
|      | Hayes                       |                                   |                                    | Schichtvulkan  | 1200 n. Chr. ± 300 Jahre  | 2788     | 61° 35′ 57″ N, 152° 25′ 05″ W |
|      |                             | Herbert Island                    | Islands of Four Mountains, Aleuten | Schichtvulkan  | unbekannt                 | 1280     | 52° 44′ 32″ N, 170° 06′ 38″ W |
|      | Mount Iliamna               |                                   |                                    | Schichtvulkan  | 1876                      | 3053     | 60° 01′ 55″ N, 153° 05′ 25″ W |
|      | Imuruk Lake                 | Seward-Halbinsel                  |                                    | Vulkanfeld     | ca. 300 n. Chr.           | 610      | 65° 36′ 00″ N, 163° 55′ 00″ W |
|      | Ingakslugwat Hills          |                                   |                                    | Vulkanfeld     | unbekannt                 | 190      | 61° 26′ 00″ N, 164° 28′ 00″ W |
|      | Isanotski Peaks             | Unimak Island                     | Fox Islands, Aleuten               | Schichtvulkan  | unbekannt                 | 2446     | 54° 45′ 54″ N, 163° 43′ 21″ W |
|      | Mount Jarvis                |                                   |                                    | Schildvulkan   | 1,0 Ma BP                 | 4091     | 62° 01′ 24″ N, 143° 37′ 12″ W |
|      |                             | Kagamil Island                    | Islands of Four Mountains, Aleuten | Schichtvulkan  | 1929                      | 893      | 52° 58′ 25″ N, 169° 43′ 00″ W |
|      | Mount Kaguyak               | Alaska-Halbinsel                  |                                    | Schichtvulkan  | ca. 3850 v. Chr.          | 901      | 58° 36′ 30″ N, 154° 01′ 40″ W |
|      |                             | Kanaga Island                     | Andreanof Islands, Aleuten         | Schichtvulkan  | 1995                      | 1307     | 51° 55′ 22″ N, 177° 10′ 04″ W |
|      |                             | Kasatochi Island                  | Andreanof Islands, Aleuten         | Schichtvulkan  | 2008                      | 314      | 52° 10′ 39″ N, 175° 30′ 30″ W |
|      | Mount Katmai                | Alaska-Halbinsel                  |                                    | Schichtvulkan  | 1912                      | 2047     | 58° 16′ 47″ N, 154° 57′ 48″ W |
|      | Mount Kialagvik             | Alaska-Halbinsel                  |                                    | Schichtvulkan  | unbekannt                 | 1677     | 57° 12′ 10″ N, 156° 44′ 43″ W |
|      |                             | Kiska Island                      | Rat Islands, Aleuten               | Schichtvulkan  | 1990                      | 1220     | 52° 06′ 10″ N, 177° 36′ 07″ O |
|      | Kliuchef                    | Atka Island                       | Andreanof Islands, Aleuten         | Schichtvulkan  | 1987                      | 1451     | 52° 19′ 54″ N, 174° 08′ 12″ W |
|      |                             | Koniuji Island                    | Andreanof Islands, Aleuten         | Schichtvulkan  | 1150 v. Chr. ± 1000 Jahre | 273      | 52° 13′ 00″ N, 175° 08′ 00″ W |
|      | Kookooligit Mountains       | Sankt-Lorenz-Insel                |                                    | Schildvulkan   | unbekannt                 | 673      | 63° 36′ 00″ N, 170° 26′ 00″ W |
|      | Korovin                     | Atka Island                       | Andreanof Islands, Aleuten         | Schichtvulkan  | 2007                      | 1533     | 52° 22′ 52″ N, 174° 09′ 15″ W |
|      | Kukak                       | Alaska-Halbinsel                  |                                    | Schichtvulkan  | unbekannt                 | 2043     | 58° 27′ 10″ N, 154° 21′ 18″ W |
|      | Mount Kupreanof             | Alaska-Halbinsel                  |                                    | Schichtvulkan  | 1987                      | 1895     | 56° 00′ 40″ N, 159° 47′ 50″ W |
|      |                             | Little Sitkin Island              | Rat Islands, Aleuten               | Schichtvulkan  | 1830                      | 1174     | 51° 57′ 00″ N, 178° 32′ 35″ O |
|      | Mount Mageik                | Alaska-Halbinsel                  |                                    | Schichtvulkan  | 500 v. Chr. ± 50 Jahre    | 2165     | 58° 11′ 41″ N, 155° 15′ 10″ W |
|      | Makushin                    | Unalaska Island                   | Fox Islands, Aleuten               | Schichtvulkan  | 1995                      | 1800     | 53° 53′ 27″ N, 166° 55′ 22″ W |
|      | Mount Martin                | Alaska-Halbinsel                  |                                    | Schichtvulkan  | 1953                      | 1863     | 58° 10′ 20″ N, 155° 21′ 40″ W |
|      | Mount Moffett               | Adak Island                       | Andreanof Islands, Aleuten         | Schichtvulkan  | ca. 1600 v. Chr.          | 1196     | 51° 56′ 38″ N, 176° 44′ 48″ W |
|      | Novarupta                   | Alaska-Halbinsel                  |                                    | Caldera        | 1912                      | 841      | 58° 16′ 00″ N, 155° 09′ 24″ W |
|      |                             | Nunivak                           |                                    | Schildvulkan   | unbekannt                 | 511      | 60° 01′ 00″ N, 166° 20′ 00″ W |
|      | Mount Okmok                 | Umnak                             | Fox Islands, Aleuten               | Schildvulkan   | 2008                      | 1073     | 53° 26′ 00″ N, 168° 08′ 00″ W |
|      | Mount Pavlof                | Alaska-Halbinsel                  |                                    | Schichtvulkan  | 2007                      | 2519     | 55° 25′ 00″ N, 161° 53′ 15″ W |
|      | Pavlof Sister               | Alaska-Halbinsel                  |                                    | Schichtvulkan  | unbekannt                 | 2142     | 55° 27′ 10″ N, 161° 50′ 35″ W |
|      | Mount Peulik                | Alaska-Halbinsel                  |                                    | Schichtvulkan  | 1814                      | 1474     | 57° 45′ 03″ N, 156° 22′ 05″ W |
|      | Prindle                     |                                   |                                    | Schlackenkegel | 200.000 BP ± 60.000 Jahre | 1250     | 63° 43′ 11″ N, 141° 37′ 20″ W |
|      | Mount Recheshnoi            | Umnak                             | Fox Islands, Aleuten               | Schichtvulkan  | unbekannt                 | 1984     | 53° 09′ 24″ N, 168° 32′ 20″ W |
|      | Mount Redoubt               |                                   |                                    | Schichtvulkan  | 2009                      | 3108     | 60° 29′ 07″ N, 152° 44′ 31″ W |
|      | Roundtop                    | Unimak Island                     | Fox Islands, Aleuten               | Schichtvulkan  | 7600 v. Chr. ± 500 Jahre  | 1871     | 54° 48′ 00″ N, 163° 35′ 20″ W |
|      | Mount Sanford               |                                   |                                    | Schildvulkan   | unbekannt                 | 4949     | 62° 13′ 00″ N, 144° 08′ 00″ W |
|      | Sarichef                    | Atka Island                       | Andreanof Islands, Aleuten         | Schichtvulkan  | unbekannt                 | 1056     | 52° 19′ 12″ N, 174° 02′ 49″ W |
|      |                             | Seguam Island                     | Andreanof Islands, Aleuten         | Schichtvulkane | 1993                      | 1054     | 52° 18′ 55″ N, 172° 30′ 35″ W |
|      |                             | Segula Island                     | Rat Islands, Aleuten               | Schichtvulkan  | unbekannt                 | 1160     | 52° 00′ 55″ N, 178° 08′ 08″ O |
|      |                             | Semisopochnoi Island              | Rat Islands, Aleuten               | Schichtvulkan  | 1987                      | 1221     | 51° 56′ 00″ N, 179° 35′ 00″ O |
|      | Shishaldin                  | Unimak Island                     | Fox Islands, Aleuten               | Schichtvulkan  | 2004                      | 2857     | 54° 45′ 20″ N, 163° 58′ 00″ W |
|      | Snowy Mountain              | Alaska-Halbinsel                  |                                    | Schichtvulkane | 1710 ± 200 Jahre          | 2162     | 58° 20′ 08″ N, 154° 40′ 55″ W |
|      | Mount Spurr                 |                                   |                                    | Schichtvulkan  | 1992                      | 3374     | 61° 17′ 58″ N, 152° 15′ 04″ W |
|      |                             | St. George Island                 | Pribilof Islands                   | Vulkanfeld     | Pleistozän                | 289      | 56° 35′ 00″ N, 169° 38′ 00″ W |
|      | St. Michael                 | Stuart Island, St. Michael Island |                                    | Vulkanfeld     | unbekannt                 | 715      | 63° 27′ 00″ N, 162° 07′ 00″ W |
|      |                             | Sankt-Paul-Insel                  | Pribilof Islands                   | Schildvulkan   | 1280 v. Chr. ± 40 Jahre   | 203      | 57° 11′ 00″ N, 170° 18′ 00″ W |
|      | Mount Steller               | Alaska-Halbinsel                  |                                    | Schichtvulkan  | unbekannt                 | 2272     | 58° 26′ 00″ N, 154° 24′ 00″ W |
|      | Takawangha                  | Tanaga Island                     | Andreanof Islands, Aleuten         | Schichtvulkan  | ca. 1550                  | 1449     | 51° 52′ 22″ N, 178° 00′ 20″ W |
|      | Tana                        | Chuginadak Island                 | Islands of Four Mountains, Aleuten | Schichtvulkane | unbekannt                 | 1170     | 52° 50′ 00″ N, 169° 46′ 00″ W |
|      | Tanada Peak                 |                                   |                                    | Schildvulkan   | 970.000 BP                | 2852     | 62° 18′ 07″ N, 143° 30′ 22″ W |
|      |                             | Tanaga Island                     | Andreanof Islands, Aleuten         | Schichtvulkane | 1914                      | 1806     | 51° 53′ 06″ N, 178° 08′ 45″ W |
|      | Tlevak Strait-Suemez Island | Suemez Island                     | Alexanderarchipel                  | Vulkanfeld     | unbekannt                 | 50       | 55° 15′ 00″ N, 133° 18′ 00″ W |
|      | Trident                     | Alaska-Halbinsel                  |                                    | Schichtvulkan  | 1974                      | 1864     | 58° 14′ 08″ N, 155° 06′ 00″ W |
|      | Ukinrek-Maare               | Alaska-Halbinsel                  |                                    | Maare          | 1977                      | 91       | 57° 49′ 54″ N, 156° 30′ 35″ W |
|      |                             | Uliaga Island                     | Islands of Four Mountains, Aleuten | Schichtvulkan  | unbekannt                 | 888      | 53° 03′ 54″ N, 169° 46′ 00″ W |
|      | Mount Veniaminof            | Alaska-Halbinsel                  |                                    | Schichtvulkan  | 2008                      | 2507     | 56° 10′ 00″ N, 159° 23′ 00″ W |
|      | Mount Vsevidof              | Umnak                             | Fox Islands, Aleuten               | Schichtvulkan  | 1878                      | 2149     | 53° 07′ 48″ N, 168° 41′ 35″ W |
|      | Mount Westdahl              | Unimak Island                     | Fox Islands, Aleuten               | Schildvulkan   | 1992                      | 1654     | 54° 31′ 06″ N, 164° 39′ 00″ W |
|      | Mount Wrangell              |                                   |                                    | Schildvulkan   | 2002                      | 4317     | 62° 00′ 00″ N, 144° 01′ 00″ W |
|      | Yantarni                    | Alaska-Halbinsel                  |                                    | Schichtvulkan  | 800 v. Chr. ± 500 Jahre   | 1345     | 57° 01′ 07″ N, 157° 11′ 06″ W |
|      |                             | Yunaska Island                    | Islands of Four Mountains, Aleuten | Schildvulkan   | 1937                      | 550      | 52° 38′ 34″ N, 170° 37′ 43″ W |

## Arizona
| Bild | Name                | County   | Vulkantyp      | Letzte Eruption | Höhe [m] | Geokoordinaten                |
| ---- | ------------------- | -------- | -------------- | --------------- | -------- | ----------------------------- |
|      | Sunset Crater       | Coconino | Schlackenkegel | 1075 ± 25 Jahre | 2447     | 35° 22′ 00″ N, 111° 30′ 00″ W |
|      | Uinkaret-Vulkanfeld | Mohave   | Vulkanfeld     | 1100 ± 75 Jahre | 1555     | 36° 23′ 00″ N, 113° 08′ 00″ W |

## Colorado
| Bild | Name    | County | Vulkantyp | Letzte Eruption          | Höhe [m] | Geokoordinaten                |
| ---- | ------- | ------ | --------- | ------------------------ | -------- | ----------------------------- |
|      | Dotsero | Eagle  | Maar      | 2200 v. Chr. ± 300 Jahre | 2230     | 39° 39′ 38″ N, 107° 02′ 06″ W |

## Hawaii
| Bild | Name                             | Insel                   | Vulkantyp             | Letzte Eruption          | Höhe [m] | Geokoordinaten                |
| ---- | -------------------------------- | ----------------------- | --------------------- | ------------------------ | -------- | ----------------------------- |
|      | Haleakalā                        | Maui                    | Schildvulkan          | ca. 1750                 | 3055     | 20° 42′ 30″ N, 156° 15′ 00″ W |
|      | Hualālai                         | Hawai'i bzw. Big Island | Schildvulkan          | 1801                     | 2523     | 19° 41′ 30″ N, 155° 52′ 00″ W |
|      |                                  | Kahoʻolawe              | Schildvulkan          | 1,1 Ma BP                | 450      | 20° 34′ 00″ N, 156° 34′ 00″ W |
|      |                                  | Kauaʻi                  | Schildvulkan          | 0,52 Ma BP               | 1598     | 22° 06′ 00″ N, 159° 30′ 00″ W |
|      | Kīlauea                          | Hawai'i bzw. Big Island | Schildvulkan          | 2020 (andauernd)         | 1222     | 19° 25′ 16″ N, 155° 17′ 12″ W |
|      | Kohala                           | Hawai'i bzw. Big Island | Schildvulkan          | 0,12 Ma BP               | 1670     | 20° 04′ 48″ N, 155° 42′ 00″ W |
|      | Koʻolau                          | Oʻahu                   | Schildvulkan          | <0,04 Ma BP              | 941      | 21° 22′ 12″ N, 157° 48′ 00″ W |
|      |                                  | Lānaʻi                  | Schildvulkan          | 1,24 Ma BP               | 123      | 20° 50′ 00″ N, 158° 55′ 00″ W |
|      | Kama‘ehuakanaloa (früher Lōʻihi) |                         | Seamount              | 1996                     | -975     | 18° 55′ 00″ N, 155° 16′ 00″ W |
|      | Māhukona                         | Hawai'i bzw. Big Island | Seamount (abgesunken) |                          |          |                               |
|      | Mauna Kea                        | Hawai'i bzw. Big Island | Schildvulkan          | 2460 v. Chr. ± 100 Jahre | 4205     | 19° 49′ 00″ N, 155° 28′ 00″ W |
|      | Mauna Loa                        | Hawai'i bzw. Big Island | Schildvulkan          | 2022                     | 4170     | 19° 28′ 30″ N, 155° 36′ 30″ W |
|      |                                  | Niʻihau                 | Schildvulkan          | 0,35 ± 0,07 Ma BP        | 391      | 21° 54′ 00″ N, 160° 06′ 00″ W |
|      | Wailau (East Moloka'i)           | Molokaʻi                | Schildvulkan          | 0,34 Ma BP               | 1510     | 21° 10′ 12″ N, 156° 49′ 48″ W |
|      | West Maui                        | Maui                    | Schildvulkan          | 0,3 Ma BP                | 1764     | 20° 55′ 00″ N, 156° 35′ 00″ W |

## Idaho
| Bild | Name                | County              | Vulkantyp    | Letzte Eruption          | Höhe [m] | Geokoordinaten                |
| ---- | ------------------- | ------------------- | ------------ | ------------------------ | -------- | ----------------------------- |
|      | Craters of the Moon |                     | Vulkanfeld   | 130 v. Chr. ± 50 Jahre   | 2005     | 43° 25′ 00″ N, 113° 30′ 00″ W |
|      | Hell’s Half Acre    | Bonneville, Bingham | Schildvulkan | 3250 v. Chr. ± 150 Jahre | 1631     | 43° 30′ 00″ N, 112° 27′ 00″ W |
|      | Shoshone-Vulkan     | Lincoln             | Schildvulkan | 8400 v. Chr. ± 300 Jahre | 1478     | 43° 11′ 00″ N, 114° 21′ 00″ W |
|      | Wapi-Lavafeld       |                     | Schildvulkan | ca. 300 v. Chr.          | 1604     | 42° 53′ 00″ N, 113° 13′ 00″ W |

## Kalifornien
| Bild | Name                  | County         | Vulkantyp      | Letzte Eruption           | Höhe [m] | Geokoordinaten                |
| ---- | --------------------- | -------------- | -------------- | ------------------------- | -------- | ----------------------------- |
|      | Amboy Crater          | San Bernardino | Schlackenkegel | ca. 10.000 BP             | 288      | 34° 33′ 00″ N, 115° 46′ 48″ W |
|      | Brushy Butte          | Shasta         | Schildvulkan   | unbekannt                 | 1174     | 41° 10′ 40″ N, 121° 26′ 36″ W |
|      | Clear Lake            | Lake           | Vulkanfeld     | unbekannt                 | 1439     | 38° 58′ 00″ N, 122° 46′ 00″ W |
|      | Coso-Vulkanfeld       | Inyo           | Lavadome       | unbekannt                 | 2400     | 36° 02′ 00″ N, 117° 49′ 00″ W |
|      | Eagle-Lake-Vulkanfeld | Lassen         | Spaltenvulkan  | unbekannt                 | 1652     | 40° 38′ 00″ N, 120° 50′ 00″ W |
|      | Golden Trout Creek    | Tulare         | Vulkanfeld     | 5550 v. Chr. ± 1000 Jahre | 2886     | 36° 21′ 30″ N, 118° 19′ 00″ W |
|      | Inyo Craters          | Mono           | Lavadome       | 1380 ± 50 Jahre           | 2629     | 37° 41′ 30″ N, 119° 01′ 00″ W |
|      | Lassen Peak           | Shasta         | Schichtvulkan  | 1917                      | 3187     | 40° 29′ 30″ N, 121° 30′ 30″ W |
|      | Long Valley Caldera   | Mono           | Caldera        | ca. 50.000 BP             | 3390     | 37° 42′ 00″ N, 118° 52′ 00″ W |
|      | Mammoth Mountain      | Madera, Mono   | Lavadome       | 1260 ± 40 Jahre           | 3369     | 37° 37′ 50″ N, 119° 01′ 54″ W |
|      | Medicine Lake Volcano | Siskiyou       | Schildvulkan   | 1080 ± 25 Jahre           | 2412     | 41° 36′ 40″ N, 121° 33′ 13″ W |
|      | Mono Craters          | Mono           | Lavadome       | 1350 ± 20 Jahre           | 2796     | 37° 53′ 00″ N, 119° 00′ 00″ W |
|      | Mono-Lake-Vulkanfeld  | Mono           | Schlackenkegel | 1790 ± 75 Jahre           | 2121     | 38° 00′ 00″ N, 119° 02′ 00″ W |
|      | Salton Buttes         | Imperial       | Lavadome       | ca. 6450 v. Chr.          |          | 33° 12′ 00″ N, 115° 37′ 00″ W |
|      | Mount Shasta          | Siskiyou       | Schichtvulkan  | 1786                      | 4317     | 41° 24′ 32″ N, 122° 11′ 36″ W |
|      | Tumble Buttes         | Shasta         | Schlackenkegel | unbekannt                 | 2191     | 40° 41′ 00″ N, 121° 33′ 00″ W |
|      | Twin Buttes           | Shasta         | Schlackenkegel | unbekannt                 | 1631     | 40° 46′ 39″ N, 121° 35′ 26″ W |
|      | Ubehebe Crater        | Inyo           | Maare          | 4050 v. Chr.              | 752      | 37° 01′ 00″ N, 117° 17′ 00″ W |

## New Mexico
| Bild | Name                 | County   | Vulkantyp     | Letzte Eruption          | Höhe [m] | Geokoordinaten                |
| ---- | -------------------- | -------- | ------------- | ------------------------ | -------- | ----------------------------- |
|      | Carrizozo-Vulkanfeld | Lincoln  | Vulkanfeld    | 3250 v. Chr. ± 500 Jahre | 1731     | 33° 47′ 00″ N, 105° 56′ 00″ W |
|      | Mount Taylor         | Cibola   | Schichtvulkan | 1,5 Ma BP                | 3445     | 35° 14′ 19″ N, 107° 36′ 31″ W |
|      | Valles-Caldera       | Sandoval | Caldera       | 55 ± 5 ka BP             | 3430     | 35° 52′ 00″ N, 106° 34′ 00″ W |
|      | Zuni-Bandera         | Cibola   | Vulkanfeld    | 1170 v. Chr. ± 300 Jahre | 2550     | 34° 48′ 00″ N, 108° 00′ 00″ W |

## Nevada
| Bild | Name              | County           | Vulkantyp      | Letzte Eruption | Höhe [m]  | Geokoordinaten                |
| ---- | ----------------- | ---------------- | -------------- | --------------- | --------- | ----------------------------- |
|      | Buffalo Valley    | Humboldt         | Vulkanfeld     | 0,92 Ma BP      | 1750      | 40° 21′ 00″ N, 117° 18′ 00″ W |
|      | Clayton Valley    | Esmeralda        | Schlackenkegel | 0,39 Ma BP      | 1490      | 37° 48′ 57″ N, 117° 38′ 19″ W |
|      | Lunar Crater      | Nye              | Vulkanfeld     | 15 ka BP        | 2255      | 38° 15′ 00″ N, 116° 03′ 00″ W |
|      | Sheldon-Antelope  | Washoe, Humboldt | Vulkanfeld     | 1,2 Ma BP       | unbekannt | 41° 48′ 00″ N, 119° 06′ 00″ W |
|      | Soda Lakes        | Churchill        | Maare          | unbekannt       | 1251      | 39° 32′ 00″ N, 118° 52′ 00″ W |
|      | Steamboat Springs | Washoe           | Vulkanfeld     | 1,14 Ma BP      | 1415      | 39° 22′ 30″ N, 119° 43′ 00″ W |
|      | Timber Mountain   | Nye              | Vulkanfeld     | >10 ka BP       | 1675      | 37° 06′ 00″ N, 116° 30′ 00″ W |

## Oregon
| Bild | Name                         | County                  | Vulkantyp      | Letzte Eruption           | Höhe [m] | Geokoordinaten                |
| ---- | ---------------------------- | ----------------------- | -------------- | ------------------------- | -------- | ----------------------------- |
|      | Mount Bachelor               | Deschutes               | Schichtvulkan  | 5800 v. Chr. ± 1000 Jahre | 2763     | 43° 58′ 46″ N, 121° 41′ 15″ W |
|      | Mount Bailey                 | Douglas                 | Schildvulkan   | unbekannt                 | 2553     | 43° 09′ 19″ N, 122° 13′ 12″ W |
|      | Belknap Crater               | Linn                    | Schildvulkan   | 480                       | 2095     | 44° 17′ 07″ N, 121° 50′ 28″ W |
|      | Blue Lake Crater             | Jefferson               | Maar           | 680 n. Chr. ± 200 Jahre   | 1230     | 44° 24′ 41″ N, 121° 46′ 26″ W |
|      | Boring-Lavafeld              | Multnomah, Clackamas    | Vulkanfeld     | >300 ka BP                | 1238     | 45° 18′ 00″ N, 122° 30′ 00″ W |
|      | Broken Top                   | Deschutes               | Schichtvulkan  | >100 ka BP                | 2797     | 44° 04′ 58″ N, 121° 41′ 59″ W |
|      | Cinnamon Butte               | Douglas                 | Schlackenkegel | unbekannt                 | 1956     | 43° 14′ 28″ N, 122° 06′ 30″ W |
|      | Crater Lake (Mount Mazama)   | Klamath                 | Caldera        | ca. 2850 v. Chr.          | 2487     | 42° 56′ 00″ N, 122° 07′ 00″ W |
|      | Davis-Lake-Vulkanfeld        | Deschutes, Klamath      | Vulkanfeld     | ca. 2790 v. Chr.          | 2163     | 43° 34′ 00″ N, 121° 49′ 00″ W |
|      | Devil’s Garden               | Lake                    | Vulkanfeld     | unbekannt                 | 1698     | 43° 30′ 42″ N, 120° 51′ 41″ W |
|      | Diamond Craters              | Harney                  | Vulkanfeld     | unbekannt                 | 1435     | 43° 06′ 00″ N, 118° 45′ 00″ W |
|      | Diamond Peak                 | Klamath, Lane           | Schildvulkan   | >11 ka BP                 | 2665     | 43° 31′ 15″ N, 122° 08′ 59″ W |
|      | Four-Craters-Lavafeld        | Lake                    | Vulkanfeld     | unbekannt                 | 1501     | 43° 21′ 40″ N, 120° 40′ 10″ W |
|      | Mount Hood                   | Clackamas, Hood River   | Schichtvulkan  | 1866                      | 3426     | 45° 22′ 25″ N, 121° 41′ 41″ W |
|      | Mount Jefferson              | Jefferson, Linn, Marion | Schichtvulkan  | ca. 950 n. Chr.           | 3199     | 44° 40′ 27″ N, 121° 47′ 59″ W |
|      | Jordan Craters               | Malheur                 | Vulkanfeld     | ca. 1250 v. Chr.          | 1473     | 43° 08′ 50″ N, 117° 27′ 35″ W |
|      | Mount McLoughlin             | Jackson                 | Schichtvulkan  | unbekannt                 | 2894     | 42° 26′ 40″ N, 122° 18′ 56″ W |
|      | Newberry-Vulkan              | Deschutes               | Schildvulkan   | 690 n. Chr. ± 100 Jahre   | 2434     | 43° 43′ 20″ N, 121° 13′ 44″ W |
|      | North Sister (Three Sisters) | Lane                    |                | 440 n. Chr. ± 150 Jahre   | 3074     | 44° 10′ 00″ N, 121° 46′ 00″ W |
|      | Sand-Mountain-Vulkanfeld     |                         | Schlackenkegel | 70 n. Chr. ± 150 Jahre    | 1664     | 44° 23′ 00″ N, 121° 56′ 00″ W |
|      | Mount Scott                  | Klamath                 |                | 0,4 Ma BP                 | 2721     | 42° 55′ 22″ N, 122° 00′ 59″ W |
|      | South Sister (Three Sisters) | Deschutes               |                | ca. 50 v. Chr.            | 3157     | 44° 06′ 10″ N, 121° 46′ 06″ W |
|      | Squaw-Ridge-Lavafeld         | Lake                    | Vulkanfeld     | unbekannt                 | 1711     | 43° 28′ 20″ N, 120° 45′ 13″ W |
|      | Mount Thielsen               | Douglas, Klamath        | Schildvulkan   | 290 ka BP                 | 2799     | 43° 09′ 10″ N, 122° 04′ 00″ W |
|      | Three Fingered Jack          | Jefferson, Linn         | Schildvulkan   | Pleistozän                | 2391     | 44° 28′ 44″ N, 121° 50′ 35″ W |
|      | Mount Washington             | Deschutes, Linn         | Schildvulkan   | ca. 670 n. Chr.           | 2376     | 44° 19′ 56″ N, 121° 50′ 19″ W |

## Utah
| Bild | Name                         | County               | Vulkantyp      | Letzte Eruption  | Höhe [m] | Geokoordinaten                |
| ---- | ---------------------------- | -------------------- | -------------- | ---------------- | -------- | ----------------------------- |
|      | Bald Knoll                   | Kane                 | Schlackenkegel | unbekannt        | 2135     | 37° 19′ 40″ N, 112° 24′ 28″ W |
|      | Black-Rock-Desert-Vulkanfeld | Millard              | Vulkanfeld     | 1290 ± 150 Jahre | 1800     | 38° 58′ 00″ N, 112° 30′ 00″ W |
|      | Markagunt Plateau            | Garfield, Iron, Kane | Vulkanfeld     | vor 1050         | 2840     | 37° 35′ 00″ N, 112° 40′ 00″ W |
|      | Santa Clara                  | Washington           | Vulkanfeld     | unbekannt        | 1465     | 37° 15′ 25″ N, 113° 37′ 30″ W |

## Washington
| Bild | Name             | County           | Vulkantyp     | Letzte Eruption          | Höhe [m] | Geokoordinaten                |
| ---- | ---------------- | ---------------- | ------------- | ------------------------ | -------- | ----------------------------- |
|      | Mount Adams      | Yakima, Skamania | Schichtvulkan | ca. 950 n. Chr.          | 3742     | 46° 12′ 20″ N, 121° 29′ 23″ W |
|      | Mount Baker      | Whatcom          | Schichtvulkan | 1880                     | 3285     | 48° 46′ 36″ N, 121° 48′ 47″ W |
|      | Glacier Peak     | Snohomish        | Schichtvulkan | 1700 ± 100 Jahre         | 3213     | 48° 06′ 42″ N, 121° 06′ 46″ W |
|      | Goat Rocks       | Lewis, Yakima    | Vulkanfeld    | Pleistozän               | 2494     | 46° 29′ 19″ N, 121° 24′ 21″ W |
|      | Indian Heaven    | Skamania         | Vulkanfeld    | 6250 v. Chr. ± 100 Jahre | 1806     | 45° 56′ 00″ N, 121° 49′ 00″ W |
|      | Mount Rainier    | Pierce           | Schichtvulkan | 1894                     | 4392     | 46° 51′ 10″ N, 121° 45′ 37″ W |
|      | Mount St. Helens | Skamania         | Schichtvulkan | 2008                     | 2549     | 46° 12′ 00″ N, 122° 11′ 00″ W |
|      | West Crater      | Skamania         | Vulkanfeld    | ca. 5750 v. Chr.         | 1329     | 45° 53′ 00″ N, 122° 05′ 00″ W |

## Wyoming
| Bild | Name        | County | Vulkantyp | Letzte Eruption | Höhe [m] | Geokoordinaten                |
| ---- | ----------- | ------ | --------- | --------------- | -------- | ----------------------------- |
|      | Yellowstone |        | Calderen  | 70.000 BP       | 2805     | 44° 26′ 00″ N, 110° 40′ 00″ W |

## Außengebiete der Vereinigten Staaten
| Bild | Name              | Insel               | Inselgruppe bzw. Territorium    | Vulkantyp         | Letzte Eruption         | Höhe [m]  | Geokoordinaten                |
| ---- | ----------------- | ------------------- | ------------------------------- | ----------------- | ----------------------- | --------- | ----------------------------- |
|      | Mount Agrihan     | Agrigan             | Nördliche Marianen              | Schichtvulkan     | 1917                    | 976       | 18° 46′ 00″ N, 145° 40′ 00″ O |
|      | Ahyi              |                     | Nördliche Marianen              | Submariner Vulkan | 2001                    | -137      | 20° 25′ 00″ N, 145° 02′ 00″ O |
|      |                   | Alamagan            | Nördliche Marianen              | Schichtvulkan     | 870 n. Chr. ± 100 Jahre | 744       | 17° 36′ 00″ N, 145° 50′ 00″ O |
|      |                   | Anatahan            | Nördliche Marianen              | Schichtvulkan     | 2008                    | 790       | 16° 21′ 00″ N, 145° 40′ 00″ O |
|      |                   | Asuncion            | Nördliche Marianen              | Schichtvulkan     | 1906                    | 857       | 19° 40′ 15″ N, 145° 24′ 20″ O |
|      | East Diamante     |                     | Nördliche Marianen              | Submariner Vulkan | unbekannt               | -127      | 15° 56′ 00″ N, 145° 40′ 00″ O |
|      | Esmeralda Bank    |                     | Nördliche Marianen              | Submariner Vulkan | unbekannt               | -43       | 15° 00′ 00″ N, 145° 15′ 00″ O |
|      |                   | Farallon de Pajaros | Nördliche Marianen              | Schichtvulkan     | 1967                    | 360       | 20° 32′ 17″ N, 144° 53′ 45″ O |
|      | Forecast Seamount |                     | Guam, Marianen                  | Submariner Vulkan | unbekannt               | unbekannt | 13° 24′ 00″ N, 143° 55′ 00″ O |
|      |                   | Guguan              | Nördliche Marianen              | Schichtvulkan     | 1883 ± 1 Jahr           | 287       | 17° 18′ 26″ N, 145° 50′ 41″ O |
|      | Maug Islands      |                     | Nördliche Marianen              | Schichtvulkan     | unbekannt               | 227       | 20° 01′ 00″ N, 145° 13′ 00″ O |
|      | North Pagan       | Pagan               | Nördliche Marianen              | Schichtvulkan     | 2006                    | 570       | 18° 08′ 00″ N, 145° 48′ 00″ O |
|      | Northwest Rota-1  |                     | Nördliche Marianen              | Submariner Vulkan | 2009                    | -517      | 14° 36′ 04″ N, 144° 46′ 31″ O |
|      | Ofu-Olosega       | Ofu, Olosega        | Manuainseln, Amerikanisch-Samoa | Schildvulkane     | 1866                    | 639       | 14° 10′ 30″ S, 169° 37′ 06″ W |
|      | Ruby (Seamount)   |                     | Nördliche Marianen              | Submariner Vulkan | 1995                    | -230      | 15° 37′ 00″ N, 145° 34′ 00″ O |
|      |                   | Sarigan             | Nördliche Marianen              | Schichtvulkan     | unbekannt               | 538       | 16° 42′ 30″ N, 145° 47′ 00″ O |
|      | Seamount X        |                     | Guam, Marianen                  | Submariner Vulkan | unbekannt               | -1230     | 13° 15′ 00″ N, 144° 01′ 00″ O |
|      | South Pagan       | Pagan               | Nördliche Marianen              | Schichtvulkan     | 1864                    | 548       | 18° 04′ 30″ N, 145° 43′ 30″ O |
|      | Supply Reef       |                     | Nördliche Marianen              | Submariner Vulkan | 1989                    | -8        | 20° 08′ 00″ N, 145° 06′ 00″ O |
|      |                   | Taʻū                | Manuainseln, Amerikanisch-Samoa | Schildvulkan      | unbekannt               | 931       | 14° 14′ 00″ S, 169° 27′ 15″ W |
|      |                   | Tutuila             | Amerikanisch-Samoa              |                   | unbekannt               | 653       | 14° 17′ 42″ S, 170° 42′ 00″ W |
|      | Vailulu'u         |                     | Amerikanisch-Samoa              | Seamount          | 2003 ± 2 Jahre          | -592      | 14° 12′ 54″ S, 169° 03′ 30″ W |
|      | Zealandia Bank    |                     | Nördliche Marianen              | Submariner Vulkan | unbekannt               | 0         | 16° 53′ 00″ N, 145° 51′ 00″ O |